# وادي لامارتين
وادي لامارتين هو وادي في جبال لبنان يقع في قضاء بعبدا بين قضائي عاليه والمتن. نسب للشاعر الفرنسي ألفونس دو لامارتين الذي تغنى بجماله الرائع. محاط ببلدات رأس المتن، بتخنيه، قرنايل، بتبيات، الخريبة، القلعة، بمريم، رأس الحرف و قبيع.
تقع على جوانبها مخمرة دي كلوس كانا التي  تنتج ما يصل إلى 300000 زجاجة من النبيذ سنويا وهي من المخامر اللبنانية الوحيدة خارج وادي البقاع.

## مواقع خارجية
وادي لامارتين على ويكيمابيا